# عقد النشر
عقد النشر (بالإنجليزية: Publishing contract)‏ هو عقد قانوني بين ناشر وكاتب أو كاتب عمومي لنشر المواد المكتوبة من قبلهم. وهذا قد ينطوي على عمل واحد مكتوب، أو سلسلة من الأعمال. في حالة نشر الموسيقى فإن قدر التركيز لا يكون كبيرا على الأعمال المسجلة كما هو على الترويج المؤلفات الموسيقية.